# Acridotheres albocinctus
Acridotheres albocinctus là một loài chim trong họ Sturnidae.
Loài sáo này được tìm thấy ở Trung Quốc, Ấn Độ và Myanmar.